# Le Volant d’Or de Toulouse 1996
Der Volant d’Or de Toulouse 1996 im Badminton fand vom 8. bis zum 10. November 1996 in Toulouse statt. Auf der IBF-Turnierskala erreichte es die Wertung A.

## Sieger und Platzierte
| Disziplin    | Gold                              | Silber                             | Bronze                               |
| ------------ | --------------------------------- | ---------------------------------- | ------------------------------------ |
| Herreneinzel | Pawel Uwarow                      | Vladislav Tikhomirov               | Vladislav Druzchenko                 |
| Herreneinzel | Pawel Uwarow                      | Vladislav Tikhomirov               | Artur Khachaturyan                   |
| Dameneinzel  | Sandra Dimbour                    | Tracey Hallam                      | Neli Nedjalkova                      |
| Dameneinzel  | Sandra Dimbour                    | Tracey Hallam                      | Irina Yakusheva                      |
| Herrendoppel | Vladislav Druzchenko Pawel Uwarow | Artur Khachaturyan Sergey Melnikov | Mihail Popov Svetoslav Stoyanov      |
| Herrendoppel | Vladislav Druzchenko Pawel Uwarow | Artur Khachaturyan Sergey Melnikov | Ernesto García Arturo Ruiz López     |
| Damendoppel  | Neli Nedjalkova Diana Koleva      | Sandrine Lefèvre Tatiana Vattier   | Noelia Córdoba Dolores Marco         |
| Damendoppel  | Neli Nedjalkova Diana Koleva      | Sandrine Lefèvre Tatiana Vattier   | Jennifer Levallet Anna Lundin        |
| Mixed        | Svetoslav Stoyanov Diana Koleva   | Manuel Dubrulle Sandrine Lefèvre   | Sergey Melnikov Irina Yakusheva      |
| Mixed        | Svetoslav Stoyanov Diana Koleva   | Manuel Dubrulle Sandrine Lefèvre   | Rémy Matthey de l’Etang Santi Wibowo |